# Карол Бефа
Карол Бефа (фр. Karol Beffa; 27. октобар 1973) — француско-швајцарски композитор, пијаниста и музиколог.

## Биографија
Од детињства се бавио музиком свиравши клавир и саксофон. Такође се бавио и глумом, а једна од најзапаженијих улога му је била осмогодишњи Моцарт у мини-серијалу Моцарт из 1982. године. Студирао је ЕНС и ЕНСАЕ.
Наступао је на многим фестивалима, укључујући и Пресанс 2002. године када је постао најмлађи француски композитор који је учествовао на овој манифестацији. Био је професор на Универзитетима Париз-Сорбона (1998—2003), Француској политехничкој школи (2003—2009) и ЕНС-у (од 2004).
Сарађивао је са многим познатим писцима и глумцима међу којима су Мајкл Лонсдејл, Тони Морисон и Данијел Пенак.

## Дискографија

### Као извођач
- 2008: Improvisations
- 2008: Masques
- 2011: Songs
- 2013: Bach transcriptions
- 2013: Alcools
- 2014: Miroir(s)
- 2015: Libres
- 2015: Into the Dark
- 2016: Tous en cœur
- 2016: Blow Up, musique de chambre avec vents
- 2017: Le Roi qui n'aimait pas la musique
- 2018: En Blanc et Noir
- 2019: De l'autre côté du miroir
- 2020: Tohu Bohu, Blow in
- 2020: Talisman, Destroy

### Као композитор
- 2005: Inventions : Masques I et II
- 2006: Dutilleux : Sonate – Beffa : 6 études, Voyelles
- 2006: Debussy en miroir : Trois Études
- 2006: Tenebrae  : Metropolis
- 2008: Masques : Les ombres qui passent, Mirages, Supplique, Manhattan, Masques 1 & 2, Milonga
- 2008: Duo Romain Leleu et Julien Le Pape : Subway
- 2008: Après une lecture de Bach...
- 2008: Anneleen Lenaerts : Éloge de l’ombre
- 2009: Bachianas et transcriptions : Erbarme dich
- 2010: Fantasy : Buenos Aires
- 2012: L’œil du Loup
- 2013: Ground IV : Feux d’artifice
- 2014: Miroir(s) : Chinatown
- 2014: [R]évolution : Suite pour piano
- 2014: Saxophone Conversations : Obsession
- 2015: Trumpet concertos : Concerto pour trompette et cordes
- 2015: French touch : Five o'clock
- 2015: Into the Dark : Concerto pour alto, Concerto pour harpe, Dark, Nuit obscure, Dédale
- 2016: Blow Up, musique de chambre avec vents, : Blow up, Éloge de l'ombre, Paysages d'ombres, Subway, Concerto pour trompette, Feux d'artifice
- 2017: Itinérances musicales : Concerto pour trompette
- 2017: Pulse : Les Météores
- 2017: Le Roi qui n'aimait pas la musique
- 2017: The World's best loved classical piano pieces
- 2018: Crime : Fireworks
- 2018: Couleurs d'Amérique : Buenos Aires
- 2018: Les Doudous lyriques : Dans le labyrinthe, L'Enfant dort
- 2018: Douze Etudes
- 2019: Les Maîtres Sorciers
- 2019: A Kind of Wind, Obsession
- 2020: Tohu Bohu, Blow in
- 2020: Soleil noir
- 2020: Talisman, Les Ruines circulaires, Talisman

## Награде
- 2013, 2018: Композитор године — Победници класичне музике
- 2016: Гран при композитора[5]
- 2017: САЦЕМ-ов Гран при[6]